# Factorio
Factorio — компьютерная игра в жанре симулятора строительства и управления, разрабатываемая независимой чешской студией Wube Software. Выход альфа-версии игры состоялся 25 февраля 2016 года в Steam в раннем доступе. 14 августа 2020 года игра вышла из раннего доступа с версией 1.0. 21 октября 2024 года вышло дополнение Space Age. Разработка игры была частично профинансирована краудфандингом через сайт Indiegogo.

## Игровой процесс
Factorio представляет собой симулятор строительства и управления: игроку предлагается построить обширную фабрику и расширять её, увеличивая и оптимизируя производство. Начало игры оформлено наподобие симуляторов выживания: игрок управляет одним персонажем, чей космический корабль разбился на неизведанной планете; герой стремится выбраться с неё, построив новую ракету. Персонаж может свободно перемещаться по карте — вначале пешком, а затем используя различные транспортные средства. Планета богата природными ресурсами — полезными ископаемыми, водой и растительностью; персонаж может собирать эти ресурсы и создавать из них различные устройства и машины — печи, паровые двигатели, нефтеперерабатывающие заводы. Создание сложных объектов требует длинных цепочек: например, чтобы создавать электросхемы, необходимо сначала обзавестись оборудованием для добычи и плавки металла; переплавить медную руду в медные плиты, вытянуть из них медные кабели и скомбинировать эти медные кабели с железными плитами. Уже начиная с самой ранней стадии игры игрок физически не успевает выполнять все действия, связанные с созданием продукции в достаточном количестве, без применения автоматики. Он должен создавать и автоматизировать эти процессы, налаживать производственные цепочки и сборочные линии так, чтобы работа выполнялась сама, без его непосредственного участия.
От игрока требуется тщательно планировать структуру своей фабрики, балансировать потребление и выпуск компонентов. Так как месторождения ресурсов вырабатываются, необходимо осваивать более отдалённые участки. Для доставки сырья на фабрику может использоваться железнодорожная сеть — ещё один важный элемент игры. Загрязнение, распространяемое фабрикой, тревожит обитателей планеты — вымышленных членистоногих существ. Они собираются в группы и нападают на источник загрязнения. Для защиты от них могут использоваться каменные стены, автоматические турели, мины и т. п. Игрок может попытаться уничтожить их логово (одно из многих) при помощи обширного арсенала вооружения, вплоть до танков и тяжёлой артиллерии. Условной целью игры является запуск ракеты в космос, однако при желании можно продолжать игру и после запуска. В частности, отправляя на ракетах спутники, можно получать материалы для исследования «бесконечных» технологий.

## Сюжет
Сюжет кампании повествует о пилоте космического корабля, потерпевшем крушение на отдалённой неизвестной планете, полной низших форм жизни и природных богатств. Теперь его основная задача — выжить и при этом постараться собрать ракету, чтобы покинуть планету. К счастью, главный герой, благодаря хорошему знанию техники, способен создавать устройства от парового двигателя до экзоскелета и инфраструктуру от ЛЭП до нефтеперерабатывающего завода. Однако фауна планеты стремится уничтожить источник загрязнения, атакуя строения и самого инженера.

## Разработка и выпуск
Разработка игры идёт с середины 2012 года. Изначально команда состояла из одного разработчика, но позже выросла до шести. Для финансирования игры была начата кампания на краудфандинговом сайте Indiegogo. Сбор средств продолжался с 31 января по 3 марта 2013 года. Собранная сумма составила 21 тыс. евро при цели в 17 тыс. евро. Вдохновлённые успехом, разработчики начали продавать альфа-версию Factorio на официальном сайте игры. На февраль 2016 продажи составили 114 тыс. копий. В Wube Software считают, что такого значительного числа удалось достичь благодаря трейлеру игры, выпущенному в апреле 2014 года.
Основатель студии, Михал Коварик (Kovarex) упомянул Minecraft с модификациями BuildCraft и IndustrialCraft, как источник вдохновения для своей игры.
25 февраля 2016 года Factorio вышла в Steam в раннем доступе. Выход полной версии был запланирован на лето 2019 года. В ноябре 2019 года была назначена точная дата релиза версии 1.0 — 25 сентября 2020 года. Позже, в мае 2020 года, разработчики сообщили, что игра выйдет несколько раньше запланированного — 14 августа. Основной причиной изменения даты выпуска является близкий к изначальной дате выпуск Cyberpunk 2077, так как в январе 2020 года CD Projekt Red объявила о задержке выпуска своей игры до 17 сентября, за 1 неделю до изначальной даты выпуска Factorio 1.0.

### Моддинг
Для игры существуют моды, создаваемые комьюнити на языке программирования Lua.

## Отзывы и критика
| Сводный рейтинг    | Сводный рейтинг |
| Агрегатор          | Оценка          |
| ------------------ | --------------- |
| Metacritic         | 90/100          |
| Иноязычные издания |                 |
| Издание            | Оценка          |
| GameStar           | 85/100          |
| IGN                | 8/10            |
| PC Gamer (US)      | 91/100          |

Factorio получила всеобщее признание критиков и игроков. На сервисе цифровой дистрибуции игр Steam игра имеет «крайне положительные» отзывы игроков. Factorio номинировалась на Steam Awards в номинации «Вижу даже во сне» в 2017 году и «Кладезь машинного веселья» в 2018 году. В конце 2020 года игра вошла в номинацию «Инди года» российского издания «Игромания» на третьем месте.
Летом 2018 года, благодаря уязвимости в защите Steam Web API, стало известно, что точное количество пользователей сервиса Steam, которые играли в игру хотя бы один раз, составляет 1 706 659 человек. К 2020 году было продано 2 миллиона копий игры. К февралю 2022 года общий тираж проданных копий игры превысил 3,1 млн.